# 條紋裸鿕
条纹裸鿕（学名：Gymnodanio strigatus）为輻鰭魚綱鯉形目鯝科的種，被IUCN列為瀕危保育類動物，分布於越南及中国大陆雲南省的湄公河、瀾滄江流域，本魚口端位，口裂向下傾斜，無觸鬚，側線完全，除側線鱗外，整体裸露無鱗片，體色白色，尾鰭叉形，背鰭軟條10枚；臀鰭軟條14至16枚；脊椎骨40至41個，體長可達6.5公分，棲息在中底層水域，生活習性不明。